# Theobroma glaucum
Theobroma glaucum là một loài thực vật có hoa trong họ Cẩm quỳ. Loài này được H. Karst. miêu tả khoa học đầu tiên năm 1856.